# Chamagne
Chamagne é uma comuna francesa na região administrativa do Grande Leste, no departamento de Vosges. Estende-se por uma área de 15.29 km². Em 2010 a comuna tinha 475 habitantes (densidade: 31,1 hab./km²).